# Armadas y Vilajoan
Armadas y Vilajoan, o simplemente Armadas, fue un municipio español de la provincia de Gerona, en la actual comunidad autónoma de Cataluña.

## Geografía
Componían el lugar las aldeas de Armadas y Vilajoan. El nombre del lugar con ayuntamiento puede encontrarse mencionado con las formas Armadas o Armadas y Vilajoan.

## Historia
A mediados del siglo XIX, el lugar tenía contabilizada una población de 127 habitantes. Aparece descrito en el segundo volumen del Diccionario geográfico-estadístico-histórico de España y sus posesiones de Ultramar de Pascual Madoz de la siguiente manera:

ARMADAS Y VILAJOAN: l. con ayunt. de la prov. y dióc. de Gerona (3 1/2, leg.), part. jud. y adm. de rent. de Figueras (1), aud. terr. y c. g. de Barcelona forma este l. 2 ald. denominadas cual queda dicho, y separadas en muy corto trecho la una de la otra; la primera está sit. en una altura al pie de la carretera real que va de Barcelona á Francia, en medio de un bosque de olivos y pinos que la ponen al abrigo de los vientos del N.; desde el punto que ocupa, se descubren en direccion del E. y N. las cord. del Pirineo y los llanos del Ampurdan, y por S. y O. las montañas inmediatas á Gerona y Bañolas: la segunda á 1/8 leg. y tocando al r. Fluvia, está sit. muy inmediata á la carretera y en medio de praderias, viñas y huertas, que el r. riega: lo que unido á la frondosidad, lo hacen sumamente ameno y pintoresco: entre las dos ald. cuentan sobre 21 casas de mala construccion y sin formar calles ni plazas; hay 2 igl. parr., la matriz sit. en Armadas, bajo la advocación de los Stos Cosme y Damian; la sirve 1 párroco, cuya plaza se provee por oposicion en concurso general; y la de Villajoan filial de aquellas, en la cual ejerce la cura de almas un teniente; confina el térm. por N. con el de Borrasa; por el E. con el de Garrigas; por el S. con el r. Fluvia, y por el O. con el de Pontos. El terreno es todo llano, escepto algunos barrancos que dan paso á las aguas que se escurren de la carretera real: sus caminos son carreteras regularmente cuidadas, que van de un pueblo á otro, y la real que pasa á unos 200 pasos: prod. aceite y vino en abundancia, hortalizas y frutas, poco trigo y legumbres, buena madera de construccion, y caza de diferentes especies, principalmente de perdices. El comercio está reducido á la esportacion de los frutos sobrantes á los mercados de Figueras y Gerona: pobl. 21 vec., 127 alm.: cap. prod. 1.335,000 rs. imp. 33.390.
(Madoz, 1845, p. 570)

En el censo de 1857 el municipio ya había desaparecido, al ser incorporado al término de Garrigás.